# Cannery Row
Cannery Row est une rue historique de la ville de Monterey, en Californie, bordant la baie de Monterey entre le port au sud-est et l'aquarium de la baie de Monterey au nord-ouest. Autrefois appelée Ocean View Avenue, elle a été renommée officiellement Cannery Row en 1958, d'après le titre du roman Rue de la sardine (Cannery Row, 1945) de John Steinbeck, dont elle constitue le cadre.
La rue doit son nom à l'industrie florissante de la mise en conserve du pilchard de Californie (Sardinops sagax), couramment appelé « sardine ». Dès les années 1910, jusqu'à trente conserveries et usines de réduction s'y sont implantées, en particulier pendant les deux guerres mondiales, quand la demande pour les produits en conserve a fortement augmenté. Le déclin des stocks de sardines dans les années 1950 a entraîné la fermeture progressive des usines, la dernière en 1973. Depuis, Cannery Row a été reconvertie en zone touristique, avec des restaurants, hôtels et magasins installés dans les anciens bâtiments industriels. L'aquarium de la baie de Monterey, inauguré en 1984 sur le site de l'ancienne conserverie Hovden, est aujourd'hui l'un de ses points d’attraction majeurs.